# إشبورن-فرانكفورت 2021
إشبورن-فرانكفورت 2021 (بالألمانية: Eschborn–Frankfurt 2021)‏ هو سباق دراجات هوائية من فئة سباق يوم واحد، وهو الموسم رقم 60 من إشبورن-فرانكفورت، وأقيم في 19 سبتمبر 2021، وامتدّ لمسافة 187.4 كيلومتر، وهو أحد سباقات طواف العالم للدراجات 2021.
فاز فيه بالمركز الأول جاسبر فيليبسين، وبالمركز الثاني جون ديجينكولب، وبالمركز الثالث ألكسندر كريستوف.

## الفرق
| فرق عالمية (13)- Bora-Hansgrohe - Lotto Soudal - UAE Team Emirates - Bahrain Victorious - Team BikeExchange - Jumbo-Visma - Israel Start-Up Nation - Trek-Segafredo - Team DSM - Intermarché-Wanty-Gobert Matériaux - AG2R Citroën Team - Cofidis - Movistar Team فرق برو (7)- Alpecin-Fenix - أونو اكس برو سايكلنج تيم 2021 ‏ - غازبروم روسفيلو 2021 ‏ - 2021 بي آند بي هوتيلز ‏ - Arkéa-Samsic - سبورت فلاندرين بالويس 2021 ‏ - بنجوال دبليو بي 2021 ‏ |  |
| |  |

## التصنيف العام النهائي
| التصنيف العام         | التصنيف العام   | التصنيف العام   | التصنيف العام                      | التصنيف العام     |
| العداء                | العداء          | البلد           | الفريق                             | الوقت             |
| --------------------- | --------------- | --------------- | ---------------------------------- | ----------------- |
| 1                     | جاسبر فيليبسين  | بلجيكا          | Alpecin-Fenix                      | 4 س 28 دقيقة 03 ث |
| 2                     | جون ديجينكولب   | ألمانيا         | لوتو سودال                         | + 0 ث             |
| 3                     | ألكسندر كريستوف | النرويج         | فريق الإمارات                      | + 0 ث             |
| 4                     | أندريا باسكولون | إيطاليا         | Intermarché-Wanty-Gobert Matériaux | + 0 ث             |
| 5                     | باسكال أكرمان   | ألمانيا         | بورا هانسغروه                      | + 0 ث             |
| 6                     | إيفان غارسيا    | إسبانيا         | موفيستار                           | + 0 ث             |
| 7                     | كريستوف لابورت  | فرنسا           | Cofidis                            | + 0 ث             |
| 8                     | مايك تيونسين    | هولندا          | Jumbo-Visma                        | + 0 ث             |
| 9                     | مايكل ماثيوز    | أستراليا        | Team BikeExchange                  | + 0 ث             |
| 10                    | فرد رايت        | المملكة المتحدة | Bahrain Victorious                 | + 0 ث             |
| مصدر: ProCyclingStats |                 |                 |                                    |                   |

## وصلات خارجية
- الموقع الرسمي
- لمحة عن سباق إشبورن-فرانكفورت 2021 على موقع  ProCyclingStats   (برو  سايكلنج  ستاتس) - إحصاءات  محترفي  الدراجات.
- إشبورن-فرانكفورت 2021 على موقع إحصائيات الدراجات الإحترافية (الإنجليزية)